# Taekwondo en los Juegos Asiáticos de 2018
El torneo de taekwondo en los Juegos Asiáticos de 2018 se realizó en Yakarta (Indonesia), entre el 19 y el 23 de agosto de 2018.
En total se disputaron en este deporte diez pruebas diferentes, cinco masculinas y cinco femeninas.

## Resultados

### Masculino
| Evento | Oro                          | Plata                     | Bronce                                                         |
| ------ | ---------------------------- | ------------------------- | -------------------------------------------------------------- |
| –58 kg | Kim Tae-Hun Corea del Sur    | Niyoz Po‘latov Uzbekistán | Farzan Ashurzadeh Irán Sergio Suzuki Japón                     |
| –63 kg | Mirhashem Hoseini Irán       | Zhao Shuai China          | Ho Chia-Hsin China Taipéi Cho Gang-Min Corea del Sur           |
| –68 kg | Lee Dae-Hoon Corea del Sur   | Amir Mohamad Bajshi Irán  | Yerassyl Kaiyrbek · Kazajistán · Ahmad Abugaush · Jordania     |
| –80 kg | Nikita Rafalovich Uzbekistán | Lee Hwa-Jun Corea del Sur | Saleh El-Sharabati · Jordania · Nurlan Myrzabayev · Kazajistán |
| +80 kg | Said Rayabi Irán             | Dmitriy Shokin Uzbekistán | Hamza Katan · Jordania · Ruslan Zhaparov · Kazajistán          |

### Femenino
| Evento | Oro                              | Plata                       | Bronce                                                           |
| ------ | -------------------------------- | --------------------------- | ---------------------------------------------------------------- |
| –49 kg | Panipak Wongpattanakit Tailandia | Madina Mannopova Uzbekistán | Nahid Kiani Irán Miyu Yamada Japón                               |
| –53 kg | Su Po-Ya China Taipéi            | Ha Min-Ah Corea del Sur     | Laetitia Aoun · Líbano · Fariza Aldangorova · Kazajistán         |
| –57 kg | Luo Zongshi China                | Lee Ah-Reum Corea del Sur   | Vipawan Siripornpermsak Tailandia Pauline Louise Lopez Filipinas |
| –67 kg | Yuliana Al-Sadek Jordania        | Kim Jan-Di Corea del Sur    | Zhang Mengyu China Nigora Tursunkulova Uzbekistán                |
| +67 kg | Lee Da-Bin Corea del Sur         | Cansel Deniz · Kazajistán   | Gao Pan China Svetlana Osipova Uzbekistán                        |

## Medallero
| Núm. | País          | Oro | Plata | Bronce | Total |
| ---- | ------------- | --- | ----- | ------ | ----- |
| 1    | Corea del Sur | 3   | 4     | 1      | 8     |
| 2    | Irán          | 2   | 1     | 2      | 5     |
| 3    | Uzbekistán    | 1   | 3     | 2      | 6     |
| 4    | China         | 1   | 1     | 2      | 4     |
| 5    | Jordania      | 1   | 0     | 3      | 4     |
| 6    | China Taipéi  | 1   | 0     | 1      | 2     |
| 6    | Tailandia     | 1   | 0     | 1      | 2     |
| 8    | Kazajistán    | 0   | 1     | 4      | 5     |
| 9    | Japón         | 0   | 0     | 2      | 2     |
| 10   | Filipinas     | 0   | 0     | 1      | 1     |
| 10   | Líbano        | 0   | 0     | 1      | 1     |
|      | TOTAL         | 10  | 10    | 20     | 40    |